# Johann Nikolaus Becker
Johann Nikolaus Becker, Pseudonym Apollonius von Beilstein (* 25. September 1773 in Beilstein; † 17. Dezember 1809 in Simmern), war ein deutscher Jurist und Schriftsteller. Er wirkte als Friedensrichter im Rhein-Mosel-Departement.

## Leben

### Herkunft, Schule und Studium
Johann Nikolaus Becker war ein Sohn des gräflich Metternichschen Kellereiverwalters Johann Baptist Becker und dessen Ehefrau Anna Maria Hoerrer. Er war das vierte von insgesamt 13 Kindern, von denen acht schon früh starben. Auch sein Großvater Anton Hoerrer war schon Kellermeister zu Beilstein an der Mosel gewesen und sein Onkel Peter Hoerrer Förster des Grafen Metternich zu Königswart in Böhmen. Seine Herkunft aus einer Familie landesherrschaftlicher Bediensteter trug vermutlich zu seiner kompromisslos prorevolutionären Einstellung bei, obwohl er den vormaligen Arbeitgeber seines Vaters 1799 überraschend positiv darstellt.
Der Landesherr Fürst von Metternich-Winneburg hatte ihm den Besuch des Jesuitengymnasiums in Koblenz ermöglicht, dem ein Jurastudium in Mainz und dann in Göttingen folgte, das er wahrscheinlich mit einer Promotion abschloss.
Becker war bekennender Jakobiner und glühender Befürworter der Französischen Revolution und machte keinen Hehl aus seinem Hass gegenüber dem Adel, aber vor allem dem Klerus. Vermutlich war Becker Mitglied des Mainzer Jakobinerklubs. Zumindest hielt er sich zur Zeit seiner Gründung und Existenz dort auf, verließ die Stadt aber kurz vor der preußischen Rückeroberung im April 1793.
In Göttingen studierte er unter anderem bei August Ludwig Schlözer und arbeitete an dem Göttinger Musenalmanach mit.

### Werdegang und Wirken
Ab dem Herbst 1794 bis mindestens März 1796 hielt sich Becker in Würzburg auf und ab 1797 arbeitete der freie Schriftsteller in Koblenz zusammen mit seinem Sinnungsgenossen Johann Joseph Görres. 1798 hielt er sich auf dem Rastatter Kongress auf, publizierte eine scharfe Kritik an Metternich (Zur kritischen Geschichte des Rastadter Friedens) und wurde „am 4. Nov. gefänglich nach Würzburg geführt“.
1800 gründete er zusammen mit Franz Georg Joseph von Lassaulx die Revolutionszeitung Der Bewohner des Westrheins, die 1803 in Koblenzer Zeitung umbenannt wurde.
Schon bald war der Schriftsteller Becker desillusioniert und wandte sich seinem erlernten Beruf zu. Beim Tribunal 1. Instanz zu Simmern wurde er Sicherheitsbeamter (Magistrat de sûreté) und später Friedensrichter in Kirn. Er arbeitete mit dem für die französischen Behörden tätigen Juristen Anton Keil zusammen und erwarb sich insbesondere große Verdienste bei der Verfolgung der rheinischen Räuberbanden, darunter auch der des Schinderhannes. 
Becker war literarisch sehr gebildet und prangerte beispielsweise das Fehlen jeglicher wissenschaftlichen Bildung im Kurfürstentum Trier an. Er war führendes Mitglied der Literatischen Gesellschaft in Koblenz.
Erwähnenswert ist sein im Anhang zu den Reiseberichten aus dem Jahre 1799 abgedrucktes Idiotikon mit Mundartbegriffen aus dem Moseldepartement, das nach seinem eigenen Bekenntnis zwar recht dürftig, aber das erste seiner Art ist.
Das Buch über den Hochmeister Kniprode (1798) entlarvte Johannes Voigt 1832 als literarische Fälschung.
Becker starb an den Folgen eines Huftritts bei einem Ritt durch den Soonwald.

## Werke
- Elegie auf den Tod von Leopold des Zweiten römischen Kaisers. Von B....r und G....l [d. i. Matthias Joseph Grebel]. 1792.
- Fragmente aus dem Tagebuche eines reisenden Neu-Franken. Herausgegeben von seinem Freunde B. Frankfurt und Leipzig 1798.
- Versuch einer Geschichte der Hochmeister in Preußen. Seit Winrichs von Kniprode bis auf die Gründung des Erbherzogthums. Berlin 1798.
- Beschreibung meiner Reise in den Departementern vom Donnersberg, vom Rhein und von der Mosel im sechsten Jahr der französischen Republik. In Briefen an einen Freund in Paris. Christian Gottfried Schöne, Berlin. 1. Auflage 1799, 2. Auflage 1808.
- mit Anton Keil Aktenmäßige Geschichte der Räuberbanden an den beiden Ufern des Rheins. 2 Bände, Köln 1804.
- Der Meuchelmord von Walhausen. Kirn 1805.